# Imperial Beach
Imperial Beach – miasto w Stanach Zjednoczonych, w stanie Kalifornia, w hrabstwie San Diego. Według spisu ludności przeprowadzonego przez United States Census Bureau w roku 2010, w Imperial Beach mieszkało 26 324 mieszkańców.